# Christoph Keller
Christoph Keller (Smalcalda, 22 novembre 1634 – Halle, 4 giugno 1707) è stato un filologo ed erudito tedesco.
Spesso il suo nome è latinizzato in Cellarius.
Attraverso le sue pubblicazioni promosse non solo la linguistica latina, ma anche la geografia, l'archeologia e la storia. Con la sua Historia Universalis in tre volumi (1702) rese canonica la divisione delle epoche storiche: in storia antica, medievale e moderna. In precedenza, la storia universale era periodizzata secondo la sequenza di un totale di quattro imperi consecutivi.

## Biografia
Secondo alcuni, l'anno della nascita sarebbe il 1638 e non il 1634.
Insegnò filosofia e lingue orientali a Weißenfels, divenendo successivamente rettore dei collegi di Weimar, Zeitz, Mersebourg, e infine professore d'eloquenza e di storia a La Halle. A lui si deve la prima opera storiografica riguardante il Medioevo, la Historia medii aevi a temporibus Costantini Magni ad Costantinopolim a turcis catam captam deducta.(1688). 
Il termine "media aetas" circolava già dal XV-XVI secolo: lo si ritrova ad esempio in Giovanni Andrea Bussi (1469) o in Gioacchino da Watt (1518), ma sempre con limiti temporali non ben definiti, e privo di un preciso contenuto storico. Fu lui, quindi, ad organizzare la storia d'Europa in tre epoche: età antica, medioevo, età moderna.
Si deve a lui un gran numero di edizioni di autori latini:
- 1695: Orthographia latina - Antibarbarus
- Breviarium antiquitatum romanarum
- 1701: Notitia orbis antiqui (Lipsia), opera importante ma superata dal lavoro di Guillaume Delisle e di Jean-Baptiste Bourguignon d'Anville. La Nolitia è stata ristampata nel 1773, con aggiunte di Konrad Schwartz. Ne è stata pubblicata anche una Appendix, che contiene 18 nuove sezioni (Lipsia, 1776).

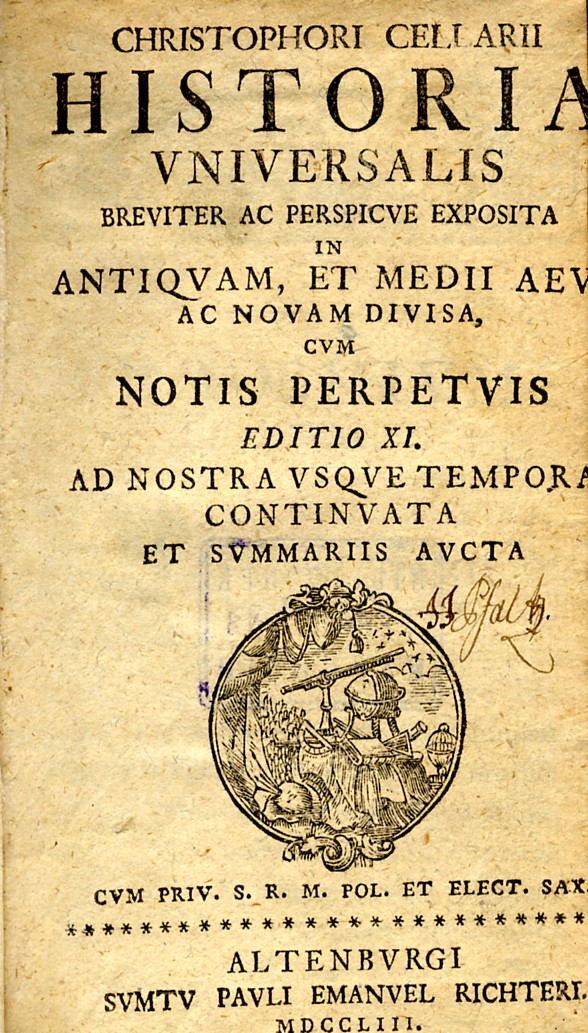
Historia universalis breviter ac perspicue exposita, in antiquam, et medii aevi ac novam divisa, cum notis perpetuis.